# Frank Wykoff
Frank Clifford Wykoff (29. října 1909 Des Moines, Iowa — 1. ledna 1980 Altadena, Kalifornie) byl americký atlet, známý pod přezdívkou „Glendale Greyhound“. Je kromě Usaina Bolta jediným trojnásobným olympijským vítězem v běhu na 4×100 m.
Na olympiádě 1928 v Amsterdamu běžel první úsek sprinterské štafety, ve vítězném týmu USA byli kromě něj James Quinn, Charles Borah a Henry Russell. Čas vítězů byl rovných 41 sekund, čímž vyrovnali světový rekord.
V roce 1932 v Los Angeles vyhrálo domácí kvarteto ve složení Bob Kiesel, Emmett Toppino, Hector Dyer a Frank Wykoff ve světovém rekordu 40,1 s.
V Berlíně na hrách 1936 byl Wykoff opět finišmanem a zvítězil spolu s Jesse Owensem, Ralphem Metcalfem a Foyem Draperem, když časem 39,8 s jako první v historii pokořili čtyřicetivteřinovou hranici.
V individuálním olympijském závodě na 100 metrů obsadil Frank Wykoff v letech 1928 a 1936 shodně čtvrté místo. Také vyhrál na této trati amatérské mistrovství USA v lehké atletice v letech 1928 a 1931. V roce 1930 vytvořil světový rekord v běhu na 100 yardů časem 9,4 s.
Absolvoval Univerzitu Jižní Kalifornie, byl členem sdružení Kappa Alpha Order. Po ukončení sportovní činnosti pracoval jako ředitel školy v Los Angeles.